# Archäologisches Museum der Oberpfalz Amberg
Das Archäologische Museum der Oberpfalz Amberg war ein archäologisches Museum in Amberg im bayerischen Regierungsbezirk Oberpfalz. Das Zweigmuseum der Archäologischen Staatssammlung München war im Stadtmuseum Amberg untergebracht. In der Ausstellung waren die Besiedlungs- und Kulturgeschichte der Oberpfalz von der Steinzeit bis in das Mittelalter dargestellt. Neben archäologischen Funden zeigten Modelle und Rekonstruktionen die Lebensweisen der Menschen der wechselvollen Frühgeschichte. An einer Medienstation ließen sich Filme zu archäologischen Themen abrufen.
Das Museum befand sich in der Zeit von 1991 bis 2004 im sogenannten Klösterl. Im Jahre 2005 wurde die Ausstellung überarbeitet und im Stadtmuseum Amberg in der Zeughausstraße untergebracht. Die Archäologische Staatssammlung in Amberg wurde auf Grund zu geringer Besucherzahlen zum Ende des Jahres 2012 aufgelöst und geschlossen. Das freigewordene Obergeschoss des Gebäudes Alte Feuerwache wird für andere museale Zwecke des Stadtmuseums Amberg weiter genutzt.